# 明治26年度起業軍艦製造費
明治26年度起業軍艦製造費（めいじにじゅうろくねんどきぎょうぐんかんせいぞうひ）は、1893年（明治26年）度に建てられた日本海軍の軍備計画。

## 概要

### 前史
大日本帝国憲法においては、予算は「帝国議会の協賛（賛同）を得なければならない」（第64条）とされており、帝国議会は必要に応じてこれに修正を加える事ができた。一方で、第67条に掲げる「法律上政府ノ義務ニ属スル歳出」については、政府の了承を得ない限り、帝国議会は予算案の削減をする事ができないものとされた。この規定の解釈を巡り、1890年（明治23年）の第1回帝国議会以来、政府は「富国強兵」の推進のため、議会によって予算が削減される事態を防ぐため、その範囲をできるだけ広く解釈しようと図り、逆に、民党は公約に掲げていた「民力休養」を実現させるために削減できる予算を増やしてその分の地租の削減（減税）を打ち出していたので、その範囲をできるだけ狭めようとし対立していた。

第64条
国家ノ歳出歳入ハ毎年予算ヲ以テ帝国議会ノ協賛ヲ経ヘシ　予算ノ款項ニ超過シ又ハ予算ノ外ニ生シタル支出アルトキハ後日帝国議会ノ承諾ヲ求ムルヲ要ス
第67条
憲法上ノ大権ニ基ツケル既定ノ歳出及法律ノ結果ニ由リ又ハ法律上政府ノ義務ニ属スル歳出ハ政府ノ同意ナクシテ帝国議会之ヲ廃除シ又ハ削減スルコトヲ得ス

こういった中で、政府は建艦費用を含めた予算案を第1回帝国議会、第2回帝国議会、第3回帝国議会に提出していた。第1回帝国議会においては予算提出の時点で建艦予算が1/10に削減され一部成立した。しかし、第2回帝国議会は憲法解釈を巡って政府が予算削減に同意せずに憲政史上初めての解散権の行使を行い衆議院解散。
1892年（明治25年）、第3回帝国議会においては軍艦建造費が衆議院で削除、貴族院で復活した。6月9日衆議院はこれを違法とし貴族院に返送、6月10日貴族院が受領せず衆議院への返々送、衆議院が受領せず貴族院へ返々々送するなど埒のあかない展開になり、6月11日貴族院は天皇に判断を仰いだ。6月13日、予算修正は後議の議院は先議の議院の同意を得るものという勅諭が発せられた。この勅諭によって建艦予算は予算から削除された。

### 明治26年度起業軍艦製造費
1892年（明治25年）年9月28日に海軍大臣仁禮景範から内閣総理大臣伊藤博文に造艦計画が提出された。その中で艦艇建造は以下の量が必要とされた。
- 甲鉄艦（各11,400トン）：4隻　3311万4392円344銭
- 一等巡洋艦（各5,200トン）：4隻　1232万4260円560銭
- 二等巡洋艦（各3,800トン）：2隻　434万1866円880銭
- 三等巡洋艦（各2,700トン）：1隻　166万8021円
- 四等巡洋艦（各1,630トン）：3隻　296万9632円604銭
- 報知艦(各1,800トン）：2隻　216万3958円
- 水雷砲艦（各870トン）:3隻　261万5487円744銭
- 計:19隻　5919万7419円132銭

しかし、財政上の問題からこのうちの以下の甲鉄艦2隻、三等巡洋艦1隻、報知艦1隻を製造することを閣議決定し、第4回帝国議会に予算の臨時歳出として提出された。
- 甲鉄戦艦（11,000トン）：2隻　1680万8542円732銭（7ヵ年）
- 巡洋艦（2,700トン）：1隻　166万8021円（6ヵ年）
- 報知艦（1,800トン）：1隻　108万1979円（6ヵ年）
- 計:4隻　1955万8542円732銭

1893年（明治26年）1月、衆議院の審議によって軍艦製造費を削除された予算案が議決された。しかし、内閣は憲法第67条に基づく歳出であるとして、議会の決定に同意せず予算の修正に抵抗した。これに対して衆議院は天皇に対し内閣の譲歩を求める上奏案を2月7日に議決し、2月8日上奏案を奉呈した。これに対し、在廷ノ臣僚及帝国議会ノ各員ニ告ク詔勅（建艦詔勅）が発せられ、内閣の憲法67条の解釈の正当性が保障され、以下の建艦予算の復活が認められた。
- 甲鉄戦艦：2隻　1542万7745円558銭（7ヵ年）
- 巡洋艦、報知艦：各1隻　265万4780円（6ヵ年）
- 計:4隻　1808万2525円558銭

## 建造艦艇

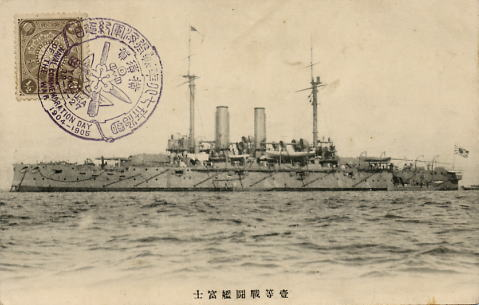
甲鉄戦艦：富士[3]、八島
- 巡洋艦：明石[3]
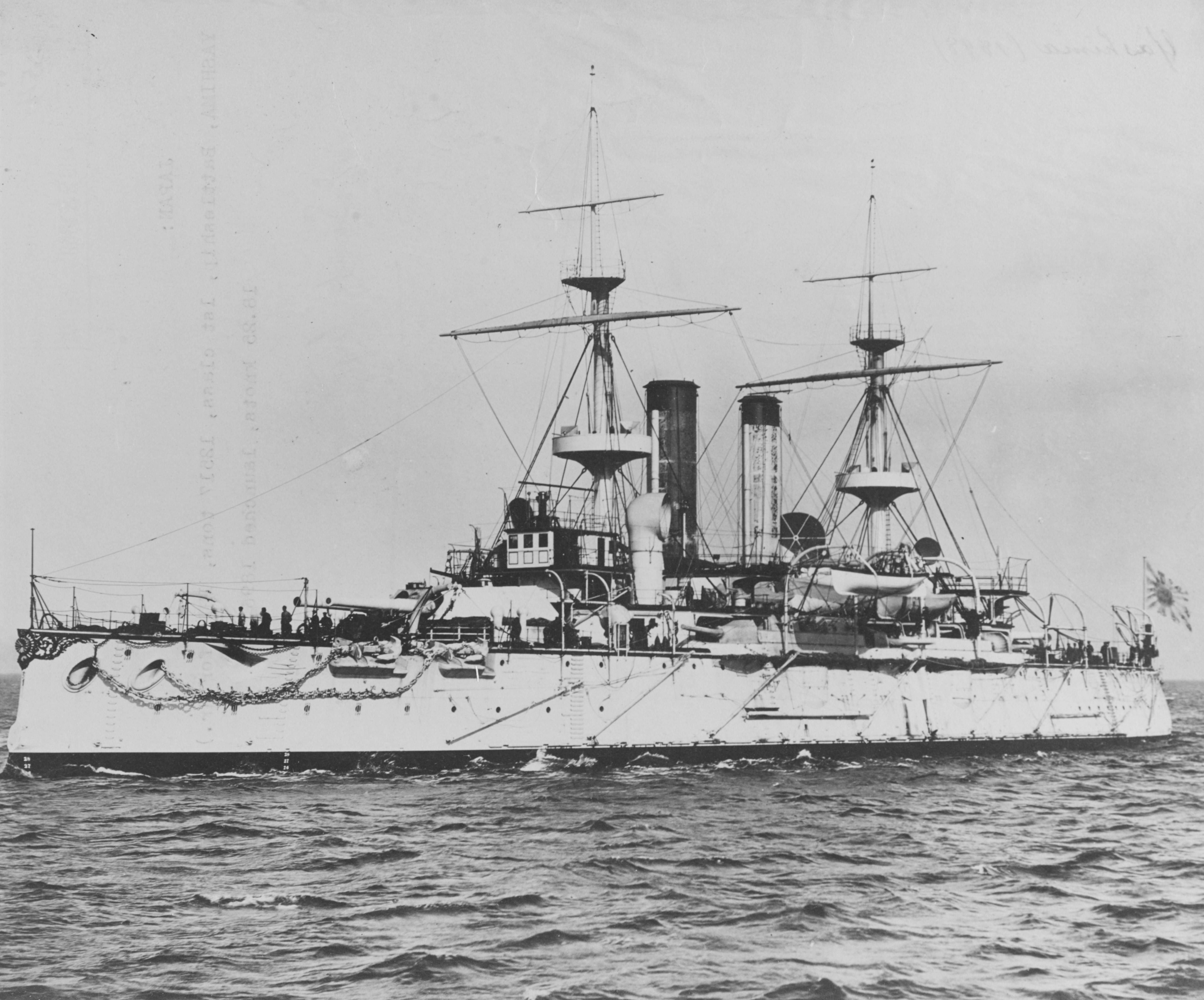
報知艦：宮古[3]  - 富士型戦艦　富士
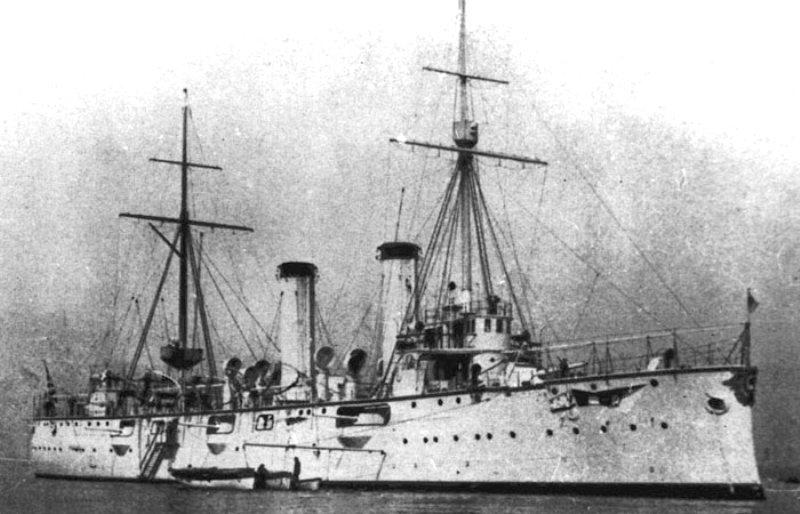
須磨型防護巡洋艦　明石
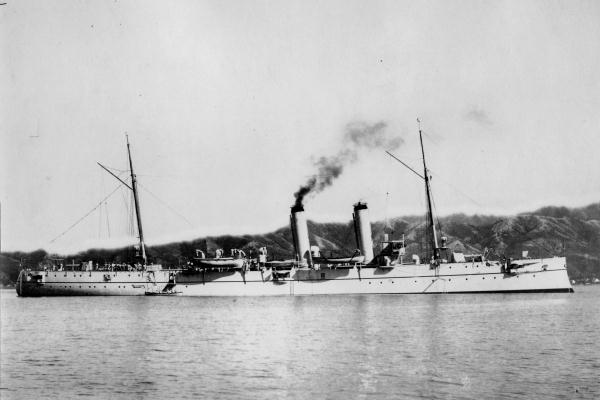
報知艦　宮古
  - 富士型戦艦　八島
  - 須磨型防護巡洋艦　明石
  - 報知艦　宮古

## その後
1893年（明治26年）2月に帝国議会の協賛を得た予算の成立を以て、富士型戦艦2隻が英国に7年後の1899年（明治32年）竣工を目途として発注された。しかし、同年6月に日清戦争勃発すると、製造中の軍艦が一刻も早く必要であるとして甲鉄戦艦の製造期限を5ヵ年に早め1897年（明治30年）竣工とすることとし、2年分の予算を繰り上げて配分するようした予算が閣議決定され、1894年（明治27年）12月、第8回帝国議会の協賛を以て改訂された。